# Profesor Saviliano de astronomía

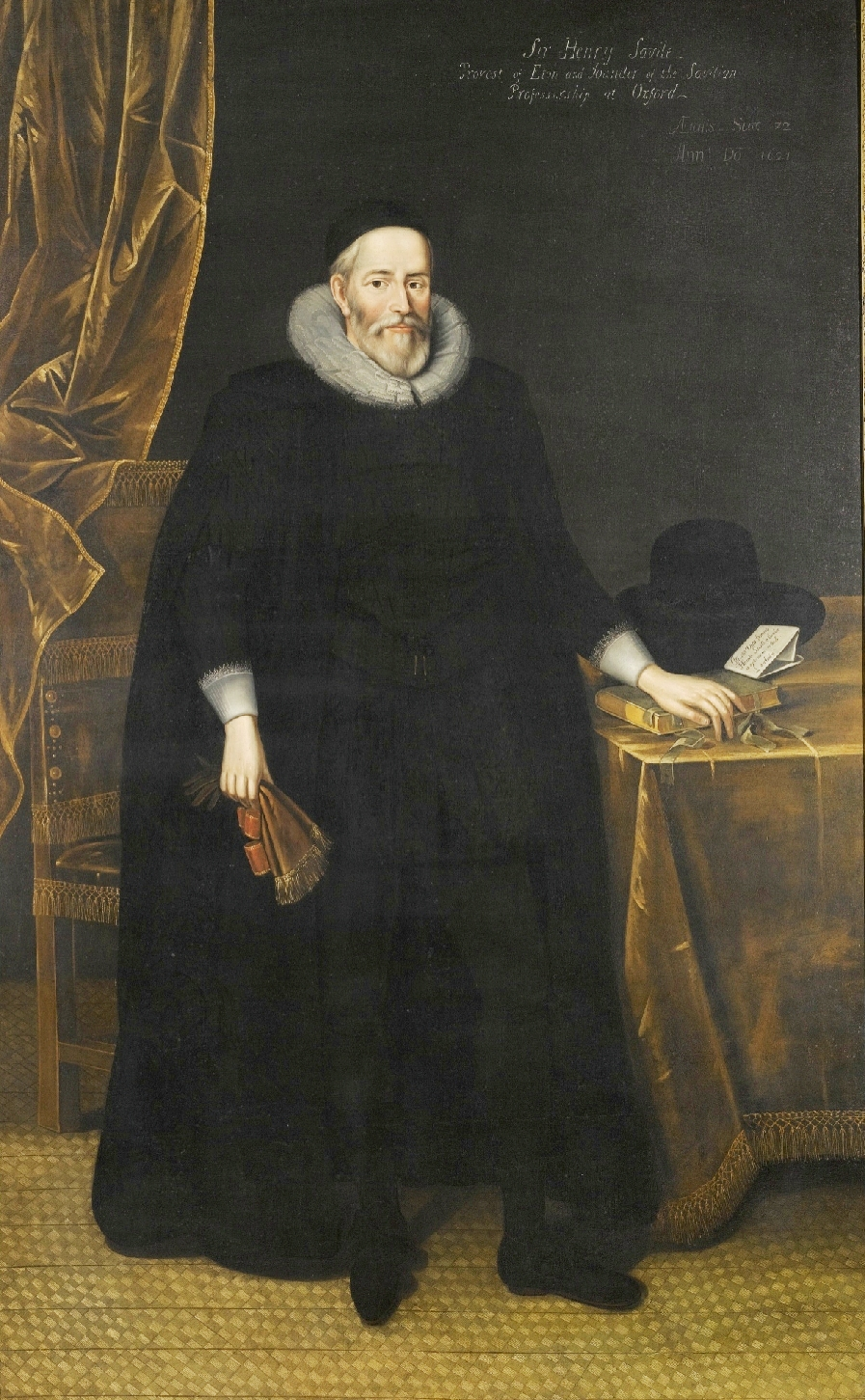
Sir Henry Savile, fundador de la cátedra Saviliana.

El puesto conocido como profesor Saviliano de astronomía o cátedra Saviliana de astronomía se estableció en la Universidad de Oxford en 1619, al mismo tiempo que la cátedra Saviliana de geometría. Fue fundada por sir Henry Savile, un matemático y erudito clásico que fue alcaide (warden) del Merton College y rector del Eton College, reaccionando a lo que ha sido descrito como «el miserable estado de los estudios matemáticos en Inglaterra» en ese momento.
John Bainbridge fue el primer profesor nombrado para la cátedra. Hasta el momento, han sido designados en total 21 profesores Savilianos de astronomía, siendo el más reciente Steven Balbus, designado en 2012. Las dos cátedras Savilianas están vinculadas a membresías en el New College de Oxford desde finales del siglo XIX.

## Lista de profesores
- 1619 John Bainbridge
- 1643 John Greaves
- 1649 Seth Ward
- 1661 Christopher Wren
- 1673 Edward Bernard
- 1691 David Gregory
- 1708 John Caswell
- 1712 John Keill
- 1721 James Bradley
- 1763 Thomas Hornsby
- 1810 Abraham Robertson
- 1827 Stephen Peter Rigaud
- 1839 George Henry Sacheverell Johnson
- 1842 William Fishburn Donkin
- 1870 Charles Pritchard
- 1893 Herbert Hall Turner
- 1932 Harry Hemley Plaskett
- 1960 Donald Eustace Blackwell
- 1988 George Petros Efstathiou
- 1999 Joseph Ivor Silk
- 2012 Steven Balbus[2]